# Повстання Ісламської держави на Північному Кавказі
Повстання Ісламської Держави на Північному Кавказі — продовження боротьби Ісламської Держави проти РФ на Північному Кавказі після розгрому Імарату Кавказ, починаючи з 20 грудня 2017 року.

## Передумови
19 грудня 2017 року директор ФСБ Олександр Бортников офіційно заявив про остаточний розгром повстанського руху на Північному Кавказі, проте на законодавчому рівні закінчення контртерористичних операцій не встановлено і вони продовжуються й понині.

## Хід конфлікту
З моменту закінчення повстанського руху на Північному Кавказі найкривавішим терористичним актом, вчиненим Ісламською Державою в РФ, став масовий обстріл церкви в Кизлярі 18 лютого 2018 року, внаслідок якого шестеро людей загинули (включаючи стрільця) та четверо отримали поранення.
21 квітня 2018 року в ході зіткнення російських силовиків з ІД у Дагестані було вбито дев'ятьох бойовиків ІД.
20 серпня 2018 року бойовики ІД здійснили теракти в Чечні, поранивши кілька поліцейських; п'ятьох підозрюваних членів ІД було вбито.
31 грудня 2018 року в Магнітогорську Челябінської області обвалився житловий будинок. Внаслідок обвалення загинули 39 людей та ще 17 отримали поранення. При розборі завалів, версія про теракт була спростована, проте згодом відповідальність за вибух у маршрутці та будинку у той день взяла на себе ІД.
24 січня 2019 року у Кабардино-Балкарії бойовики ІД атакували пост поліції, внаслідок чого чотирьох членів ІД було вбито і одного поліцейського поранено..
1 липня 2019 року ІД взяла на себе відповідальність за напад на співробітника поліції на блокпосту в Ачхой-Мартановському районі Чечні, який був зарізаний. Нападника було застрелено, коли той кинув гранату в інших офіцерів.
13 квітня 2020 року партизани знищили на Кавказі майора ФСБ Володимира Борисова, який брав участь у захопленні Криму, підірвавши УАЗ з офіцером.
20 січня 2021 року Аслан Бютукаєв, також відомий як Емір Хамзат, відомий командир чеченського повстанського руху, був убитий разом з п'ятьма іншими повстанцями в ході спецоперації МВС Чечні в Катир-Юрті, четверо поліцейських отримали поранення.
3 квітня 2023 року в Інгушетії було введено режим КТО через напади групи повстанців із 6 осіб на співробітників поліції. Внаслідок зіткнень загинули 5 людей: троє російських силовиків і двоє джихадистів, 11 російських силовиків було поранено і двоє повстанців було взято в полон.
2 березня 2024 року у місті Карабулак російські силовики намагалися затримати групу з шести повстанців у квартирі багатоповерхівки. У відповідь вони відкрили вогонь. Постанці протягом 16 годин чинили збройний опір бійцям спецпідрозділу російської ФСБ. Лише опівдні 3 березня, стрілянина затихла. Російська влада повідомила про ліквідацію всіх шести повстанців. Жоден із них не склав зброю і не здався. Про втрати серед силовиків не повідомляється.
22 квітня 2024 року ймовірні бойовики ІД напали на російський поліцейський патруль у місті Карачаєвськ, вбивши двох поліцейських і поранивши третього, а також затрофеївши у них табельну зброю (пістолет та гвинтівку) та трохи боєприпасів.
28 квітня 2024 року ймовірно, бойовики ІД напали на пост російської поліції в селі Мара-Аяги Карачаєво-Черкеської Республіки, внаслідок чого було вбито 2 співробітників поліції та поранено як мінімум 4. Усіх нападників нібито було вбито під час нападу.
16 червня 2024 року шестеро ув'язнених, пов'язаних з Ісламською Державою, захопили в заручники двох російських співробітників СІЗО в Ростові-на-Дону. В ході операції силовиків по звільненню заручників всі шість нападників були вбиті.
23 червня 2024 року група ісламістів здійснила серію скоординованих нападів на церкву та синагогу в Дагестані, внаслідок атаки були вбиті 17 співробітників поліції та кілька мирних жителів, самі ж повстанці загинули. Також сталася стрілянина на російсько-грузинському кордоні в районі окупованої Росією Абхазії біля річки Псоу з жертвами та пораненими. На думку аналітиків Інституту вивчення війни (ISW), атаку провело північно-кавказьке відділення ІД під назвою «Вілаят Кавказ».
3 вересня 2024 року чоловік із викруткою напав на інспекторів ДПС на в'їзді до Магаса, столиці Інгушетії. Одного інспектора було поранено, нападника було застрелено.
24 жовтня 2024 року в Грозному, Чечня, внаслідок раптового нападу бойовиків загинув один російський солдат і ще один отримав поранення.
27 грудня 2024 року силовики ФСБ Росії провели обшук у квартирі в Москві, убивши двох членів ІД із Середньої Азії, які готували теракт на російській поліцейській дільниці. Під час рейду також було вилучено пістолети, гранати та обладнання для виготовлення бомб.
7 квітня 2025 року у місті Грозному внаслідок нападу 16-річного юнака на пост ППС загинуло двоє співробітників силових структур. Влада Чечні заявила, що в цьому були причетні громадяни України та Туреччини.

## Кількість жертв
| Рік     | Вбиті | Поранені |
| ------- | ----- | -------- |
| 2017    | 0     | 13       |
| 2018    | 126   | 44       |
| 2019    | 34    | 14       |
| 2020    | 55    | 12       |
| 2021    | 19    | 10       |
| 2022    | 6     | 0        |
| 2023    | 14    | 13       |
| 2024    | 160   | 560      |
| Загалом | 359   | 646      |